# ساختمان کلانتری (بازارآهنگران)
ساختمان کلانتری (بازارآهنگران) مربوط به دوره قاجار است و در تهران، خیابان پانزده خرداد، کوچه بازارآهنگران، کوچه کلانتری واقع شده و این اثر در تاریخ ۲۳ بهمن ۱۳۸۰ با شمارهٔ ثبت ۴۷۴۵ به‌عنوان یکی از آثار ملی ایران به ثبت رسیده است.